# Bassozetus compressus
Bassozetus compressus är en fiskart som först beskrevs av Günther, 1878.  Bassozetus compressus ingår i släktet Bassozetus och familjen Ophidiidae. Inga underarter finns listade.

## Bildgalleri

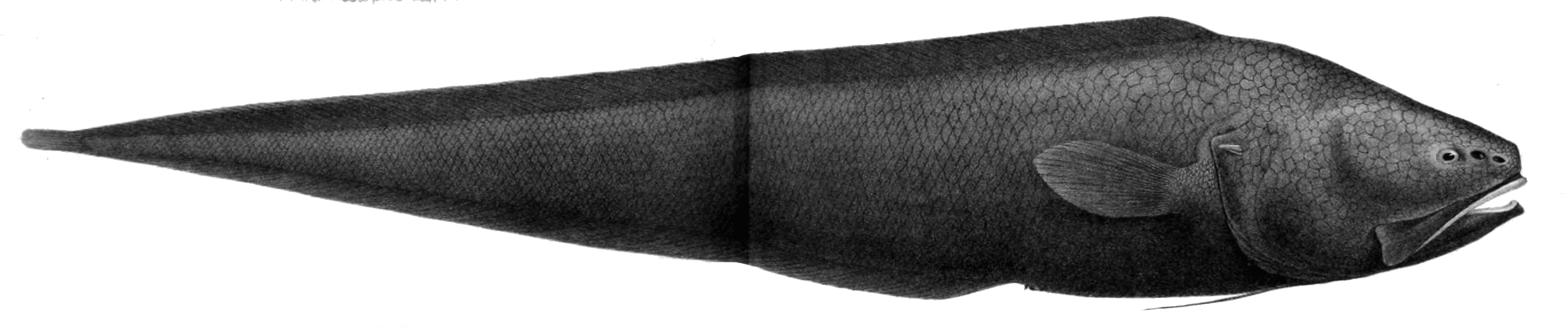
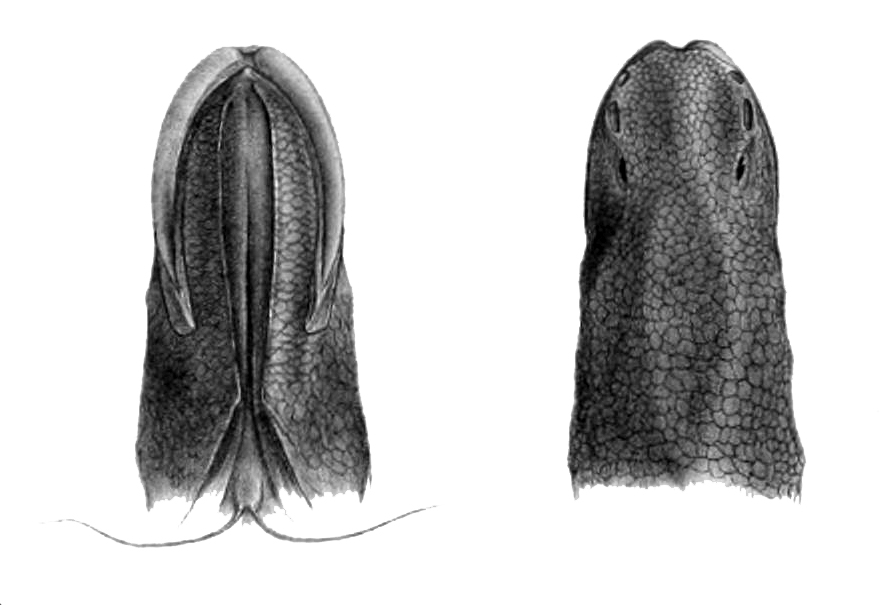